# Saison 1997-1998 du Football Club de Grenoble rugby
Cette page présente la saison 1997-1998 du Football club de Grenoble rugby.

## Les matchs de la saison
Grenoble termine 9e de sa poule avec 2 victoires, 1 nul et 15 défaites.

### À domicile
- Grenoble-Agen 3-16
- Grenoble-Pau 26-26
- Grenoble-Perpignan 10-13
- Grenoble-Bègles-Bordeaux 14-33
- Grenoble-Montpellier 33-7
- Grenoble-Bourgoin 9-14
- Grenoble-Castres 13-21
- Grenoble-Stade Français 13-22
- Grenoble-Toulon 16-19

### À l’extérieur
- Agen-Grenoble 29-20
- Pau-Grenoble 44-15
- Perpignan-Grenoble 45-20
- Bègles-Bordeaux-Grenoble 30-6
- Montpellier-Grenoble 13-24
- Bourgoin-Grenoble 32-13
- Castres-Grenoble 35-10
- Stade Français-Grenoble 77-3
- Toulon-Grenoble 35-16

## Classement des 2 poules de 10
| Pos | Équipe             | Points |
| --- | ------------------ | ------ |
| 1   | Stade toulousain   | 46     |
| 2   | US Colomiers       | 43     |
| 3   | RC Narbonne        | 42     |
| 4   | AS Montferrand     | 40     |
| 5   | CA Brive           | 37     |
| 6   | Biarritz olympique | 36     |
| 7   | US Dax             | 34     |
| 8   | AS Béziers         | 32     |
| 9   | Stade rochelais    | 28     |
| 10  | RRC Nice           | 22     |

| Pos | Équipe               | Points |
| --- | -------------------- | ------ |
| 1   | Stade français Paris | 43     |
| 2   | USA Perpignan        | 43     |
| 3   | CA Bègles-Bordeaux   | 43     |
| 4   | Castres olympique    | 42     |
| 5   | Section paloise      | 39     |
| 6   | CS Bourgoin-Jallieu  | 37     |
| 7   | SU Agen              | 37     |
| 8   | RC Toulon            | 35     |
| 9   | FC Grenoble          | 23     |
| 10  | Montpellier RC       | 18     |

## Phase finale
|  | Quarts de finale | Quarts de finale     | Quarts de finale | Quarts de finale | Quarts de finale |    |    | Demi-finales         | Demi-finales | Demi-finales |  |  | Finale | Finale               | Finale |
|  |                  |                      |                  |                  |                  |    |    |                      |              |              |  |  |        |                      |        |
|  | B3               | CA Bordeaux-Bègles   | 31               | 18               | 49               |    |    |                      |              |              |  |  |        |                      |        |
|  | B2               | Stade français Paris | 26               | 24               | 50               |    |    |                      |              |              |  |  |        |                      |        |
|  | B2               | Stade français Paris | 26               | 24               | 50               |    | B2 | Stade français Paris | 39           |              |  |  |        |                      |        |
|  |                  |                      |                  |                  |                  |    | B2 | Stade français Paris | 39           |              |  |  |        |                      |        |
|  |                  | A1                   | Stade toulousain | 3                |                  |    |    |                      |              |              |  |  |        |                      |        |
|  | A4               | A1                   | Stade toulousain | 3                | AS Montferrand   | 19 | 9  | 28                   |              |              |  |  |        |                      |        |
|  | A4               |                      |                  |                  | AS Montferrand   | 19 | 9  | 28                   |              |              |  |  |        |                      |        |
|  | A1               | Stade toulousain     | 10               | 22               | 32               |    |    |                      |              |              |  |  |        |                      |        |
|  |                  |                      |                  |                  |                  |    |    |                      |              |              |  |  | B2     | Stade français Paris | 34     |
|  |                  | B1                   | USA Perpignan    | 7                |                  |    |    |                      |              |              |  |  |        |                      |        |
|  | B4               | Castres olympique    | 25               | 7                | 32               |    |    |                      |              |              |  |  |        |                      |        |
|  | B1               | USA Perpignan        | 19               | 42               | 61               |    |    |                      |              |              |  |  |        |                      |        |
|  | B1               | USA Perpignan        | 19               | 42               | 61               |    | B1 | USA Perpignan        | 15           |              |  |  |        |                      |        |
|  |                  |                      |                  |                  |                  |    | B1 | USA Perpignan        | 15           |              |  |  |        |                      |        |
|  |                  | A2                   | US Colomiers     | 13               |                  |    |    |                      |              |              |  |  |        |                      |        |
|  | A3               | A2                   | US Colomiers     | 13               | RC Narbonne      | 19 | 8  | 27                   |              |              |  |  |        |                      |        |
|  | A3               |                      |                  |                  | RC Narbonne      | 19 | 8  | 27                   |              |              |  |  |        |                      |        |
|  | A2               | US Colomiers         | 19               | 8                | 27               |    |    |                      |              |              |  |  |        |                      |        |

### Quarts de finale
| Équipe 1           | Équipe 2             | Aller | Retour |
| ------------------ | -------------------- | ----- | ------ |
| CA Bègles-Bordeaux | Stade français Paris | 31-26 | 18-24  |
| AS Montferrand     | Stade toulousain     | 19-10 | 9-22   |
| Castres olympique  | USA Perpignan        | 25-19 | 7-42   |
| RC Narbonne        | US Colomiers         | 19-19 | 8-8    |

Les équipes dont le nom est en caractères gras sont qualifiées pour les demi-finales.

### Demi-finales
| Équipe 1             | Équipe 2         | Score |
| -------------------- | ---------------- | ----- |
| Stade français Paris | Stade toulousain | 39-3  |
| USA Perpignan        | US Colomiers     | 15-13 |

Le Stade français et Perpignan sont qualifiés pour la finale.

### Finale
| Équipe 1             | Équipe 2      | Résultat |
| -------------------- | ------------- | -------- |
| Stade français Paris | USA Perpignan | 34-7     |

## Challenge européen
Grenoble termine dernier de son groupe avec 6 défaites en 6 matchs dans la poule du futur vainqueur de la compétition, Colomiers.

### À domicile
- Grenoble-Colomiers 24-29
- Grenoble-Bridgend 33-35
- Grenoble-Richmond 16-29

### À l’extérieur
- Colomiers-Grenoble 60-10
- Bridgeng-Grenoble 25-21
- Richmond-Grenoble 37-8

## Coupe de France
- Grenoble est éliminé au second tour sur son terrain par Nice 34-36.

## Effectif de la saison 1997-1998
| Nom                     | Poste                  | Naissance        | Nationalité      |
| ----------------------- | ---------------------- | ---------------- | ---------------- |
| Fréderic Aimard         | Pilier                 | 24 avril 1974    | France           |
| Nicolas Barbaz          | Pilier                 | 5 avril 1972     | France           |
| Luigi Esposito          | Pilier                 | 1er mars 1972    | France / Italie  |
| Romain Magellan         | Pilier                 | 13 mai 1973      | France           |
| Valesi Muaiavu          | Pilier                 | 18 février 1969  | Samoa            |
| Laurent Pakihivatau     | Pilier                 | 26 janvier 1973  | France           |
| Thibault Algret         | Talonneur              | 8 mars 1975      | France           |
| Sylvain Bégon           | Talonneur              | 19 janvier 1972  | France           |
| Jean-Jacques Taofifénua | Talonneur              | 25 avril 1971    | France           |
| Khalid Benazzi          | Deuxième ligne         | 17 décembre 1969 | Maroc / France   |
| Franz Jolmès            | Deuxième ligne         | 13 juin 1968     | France           |
| Gérald Orsoni           | Deuxième ligne         | 9 août 1972      | France           |
| Jérôme Carré            | Troisième ligne aile   | 22 avril 1975    | France           |
| Jérôme Dhien            | Troisième ligne aile   | 26 août 1973     | France           |
| Damien Favre            | Troisième ligne aile   | 1971             | France           |
| Willy Taofifénua        | Troisième ligne aile   | 4 février 1963   | France           |
| Patrice Vacchino        | Troisième ligne aile   | 15 juillet 1970  | France           |
| Stéphane Geraci         | Troisième ligne centre | 3 août 1966      | France           |
| Stéphane Larue          | Troisième ligne centre | 9 août 1972      | France           |
| Franck Corrihons        | Demi de mêlée          | 7 septembre 1970 | France           |
| Stéphane Michel         | Demi de mêlée          | 25 juillet 1974  | France           |
| Mark Beale              | Demi d'ouverture       | 25 novembre 1972 | Nouvelle-Zélande |
| Frédéric Boyadjian      | Demi d'ouverture       | 13 février 1977  | France           |
| Claude Mignaçabal       | Demi d'ouverture       | 1er février 1970 | France           |
| Jérome Gay              | Centre                 | 27 novembre 1973 | France           |
| Jérémie Mazille         | Centre                 | 18 février 1974  | France           |
| Franck Rimet            | Centre                 | 7 mars 1971      | France           |
| Frédéric Vélo           | Centre                 | 4 janvier 1966   | France           |
| Brice Bardou            | Ailier                 | 13 février 1969  | France           |
| Mickaël Noël            | Ailier                 | 7 septembre 1970 | France           |
| Gheorghe Solomie        | Ailier                 | 5 mars 1969      | Roumanie         |
| Pascal Villard          | Ailier                 | 22 février 1969  | France           |
| Xavier Cambres          | Arrière                | 11 juin 1974     | France           |
| Christophe Reyes        | Arrière                | 13 janvier 1976  | France           |

### Équipe-Type
1. Luigi Esposito ou Romain Magellan  2. Jean-Jacques Taofifénua 3. Nicolas Barbaz ou Valesi Muaiavu 

4. Gérald Orsoni 5. Franz Jolmès ou Khalid Benazzi 

6. Jérôme Carré ou Damien Favre 8. Willy Taofifénua  7. Stéphane Larue 

9. Franck Corrihons 10. Frederic Boyadjian ou Christophe Reyes 

11. Brice Bardou 12. Frédéric Vélo 13. Franck Rimet ou Jérémie Mazille 14. Pascal Villard puis Gheorghe Solomie 

15. Xavier Cambres 

## Entraîneur
L'équipe professionnelle est encadrée par
| Nom              | Poste              | Nationalité |
| ---------------- | ------------------ | ----------- |
| Michel Ringeval  | Manager            | France      |
| Gilbert Doucet   | Entraîneur         | France      |
| Philippe Meunier | Entraîneur adjoint | France      |